# Ohio River

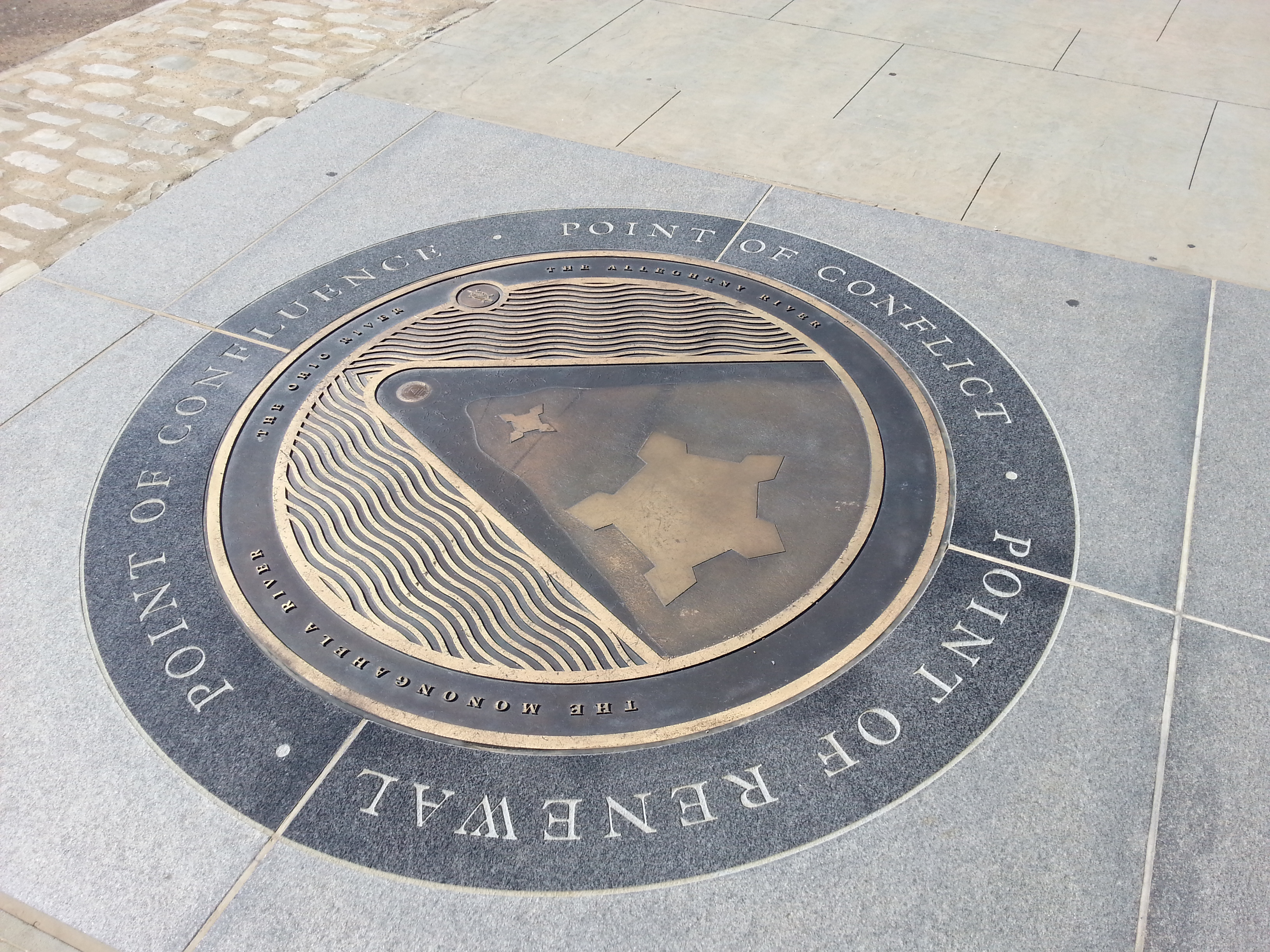
Bodenplakette mit einer stilisierten Landkarte am Ort der Entstehung des Ohio River aus seinen Quellflüssen Monongahela und Allegheny. Dargestellt sind die drei Flüsse sowie das Fort Pitt auf der Landzunge. Die Inschrift bezieht sich auf die wechselvolle und konfliktreiche Geschichte des Ortes und lautet auf Deutsch: „Punkt des Zusammenflusses - Punkt des Konflikts - Punkt der Erneuerung“. (Vgl. Weserstein)

Der Ohio (Irokesisch: Ohi:yo' bzw. Uhíyu' – „guter Fluss“, englisch Ohio River) ist der größte linke Nebenfluss des Mississippi. Er entsteht durch die Vereinigung der beiden Flüsse Allegheny (Hauptquellfluss) und Monongahela in Pittsburgh. Nahe der Stadt Cairo mündet der Ohio in den bis dahin sogenannten Oberen Mississippi (Upper Mississippi). Der Ohio ist auf seiner gesamten Länge von 1579 km schiffbar.
Der Ohio entwässert den größten Teil des Ostens der Vereinigten Staaten. Das Einzugsgebiet umfasst 14 Bundesstaaten. An seiner Mündung führt der Ohio rund ein Drittel mehr Wasser als der Mississippi und ist damit hydrologisch der Hauptfluss des Mississippi-Flusssystems.

## Namensherkunft
Der Name „Ohio“ kommt aus dem Irokesischen und bedeutet „guter Fluss“. Die Irokesen und Lenni Lenape betrachteten den „Ohio“ und „Allegheny River“ als einen einzigen Fluss, wobei der Allegheny als größter Quellfluss des Ohio als Oberlauf betrachtet wurde. Die Seneca und Mingo bezeichneten diesen Fluss als Ohi:yo' bzw. Uhíyu', neben „guter Fluss“ wurde diese indigene Bezeichnung auch als „großer Fluss“ und „großer Bachlauf“ wiedergegeben.
Früher führte der Allegheny als eigentlicher Oberlauf des Flusses daher ebenfalls den Namen O-hee-yo / O-hi-o bzw. Ohio; jedoch gilt nun der Name Ohio erst ab dem Zusammenfluss von Allegheny und Monongahela im Point State Park in Pittsburgh. Damit bezieht sich der Name nur noch auf die unteren drei Viertel des gesamten Flusslaufes (Länge mit Allegheny: 2102 km).

## Geographie und Hydrographie
Von Pittsburgh fließt der Ohio zunächst nach Nordwesten durch die Countys Allegheny und Beaver, bevor er im Dreieck der Grenzlinien der drei Bundesstaaten West Virginia, Ohio und Pennsylvania zwischen East Liverpool, Chester und Midland eine abrupte Wende nach Süd-Südwest macht. Der Fluss folgt dann bis Huntington (West Virginia) ungefähr einer südwestlichen Richtung. Er schwenkt dann nach West-Nordwest, bevor er bei Cincinnati für den Rest seines Laufes eine westsüdwestliche Richtung einschlägt.
Der Fluss bildet nacheinander die Grenze zwischen West Virginia und Ohio, Ohio und Kentucky, Indiana und Kentucky, sowie Illinois und Kentucky.
Kurz bevor der Ohio bei Cairo in den Mississippi mündet, erreicht ihn von links mit dem Tennessee River sein größter Nebenfluss.
An der Mündung nahe der Stadt Cairo übertrifft die mittlere Wasserführung des Ohio mit 7973 m³/s deutlich die des Mississippi, die an dieser Stelle 5865 m³/s beträgt.
Der Ohio befindet sich im Übergangsbereich zwischen der humiden subtropischen Klimazone und einem humiden Kontinentalklima der gemäßigten Zone, weswegen an seinen Ufern Floren- und Faunenelemente beider Klimazonen zu finden sind.

### Nebenflüsse
Zu den wichtigsten Nebenflüssen gehören:
- Allegheny River – Pittsburgh, PA (Hauptquellfluss)
- Monongahela River – Pittsburgh, PA (zweiter Quellfluss)
- Chartiers Creek – Pittsburgh, PA
- Beaver River – Rochester, PA
- Wheeling Creek —– Wheeling, WV
- Little Muskingum River – Ohio
- Duck Creek – Ohio
- Muskingum River – Marietta, Ohio
- Little Kanawha River – Parkersburg, WV
- Hocking River – Ohio
- Kanawha River – Point Pleasant, WV
- Guyandotte River – Huntington, WV
- Big Sandy River – an der Grenze zwischen Kentucky und West Virginia
- Scioto River – Portsmouth, OH
- Little Miami River – Cincinnati
- Licking River – Newport-Covinton
- Great Miami River – an der Grenze zwischen Ohio und Indiana
- Salt River – West Point, KY
- Kentucky River – Carrollton, KY
- Green River – Kentucky
- Wabash River – an der Grenze zwischen Indiana und Illinois
- Saline River – Illinois
- Cumberland River – Kentucky
- Tennessee River – Paducah, KY (größter Nebenfluss)
- Cache River – Illinois

### Einzugsgebiet
Das Einzugsgebiet des Ohio umfasst 490.603 km² und umfasst wesentliche Teile des östlichen Mississippi-Einzugsgebietes. Folgende Staaten entwässern teilweise in den Ohio (mit Angabe der in den Ohio entwässernden Gebietsteile):
- Illinois – südöstliches Viertel
- Indiana – mittlerer und südlicher Bereich
- Ohio – Südhälfte
- New York – ein kleines Gebiet im Süden am Allegheny River
- Pennsylvania – ein Streifen von der südwestlichen Ecke zur Mitte der Nordgrenze
- Maryland – ein kleiner Streifen entlang des Youghiogheny River im Westen
- West Virginia – mit Ausnahme des Eastern Panhandle of West Virginia
- Kentucky – mit Ausnahme eines kleinen Bereiches im äußersten Westen, der direkt in den Mississippi entwässert
- Tennessee – mit Ausnahme eines Bereiches im äußersten Westen, der direkt in den Mississippi entwässert und eines kleinen Bereiches in der südöstlichen Ecke
- Virginia – größter Teil des Südwestens
- North Carolina – westliches Viertel
- Georgia – nordwestliche Ecke
- Alabama – nördlicher Bereich
- Mississippi – Nordostecke

## Geschichte
Bei der Besiedlung Nordamerikas diente der Fluss als Transportweg nach Westen und hatte daher großen Einfluss auf die Geschichte der Indianer Nordamerikas.
Der Ohio war während des 19. Jahrhunderts die Südgrenze des Nordwestterritoriums und bildete daher bis zum Sezessionskrieg die Nordgrenze der Sklaverei in den Vereinigten Staaten. Er gilt als die westliche Verlängerung der Mason-Dixon-Linie und die manchmal umstrittene Grenze zwischen den Nordstaaten und den Südstaaten (siehe auch Upland South). Im Sezessionskrieg kam dem Fluss daher eine große strategische Bedeutung zu. Seine Sicherung durch Streitkräfte der Union in der ersten Kriegsphase legte einen wichtigen Grundstein für den Sieg über die Konföderierten.
Im Jahr 1937 ereignete sich im Januar und Februar eine Hochwasserkatastrophe mit rekordartigen Schäden. Überschwemmungen von Pittsburgh bis zur Mündung machten eine Million Menschen obdachlos, 385 Menschen kamen ums Leben. Die öffentlichen Haushalte der betroffenen Staaten wurden durch die Hilfsmaßnahmen erheblich belastet, zumal die Weltwirtschaftskrise noch nicht gänzlich überwunden war (vgl. New Deal).

## Nutzung und Schifffahrt
Der Ohio war ursprünglich ein relativ flacher Fluss. Er wurde aber im Zuge zahlreicher Wasserbaumaßnahmen bereits ab Ende des 19. Jahrhunderts vertieft und mittels mehrerer Staudämme gestaut, so dass kommerzielle Binnenschifffahrt durchgehend möglich ist. Zeugen dieser Entwicklung sind unter anderem Gebäude wie das Merrill Lock No. 6.

### Wassertiefe
Unterhalb des Zusammenflusses von Allegheny River und Monongahela River in Pittsburgh übersteigt die Wassertiefe zunächst an keiner Stelle 9 m, und die durchschnittliche Tiefe beträgt etwa 8 m. Unterhalb von Cincinnati steigt die Wassertiefe deutlich an. Aufgrund von Staudämmen und infolge von glazialer Überformung des Tales in der Schlussphase der Nebraska-Eiszeit steigt die Wassertiefe über einen Abschnitt von 160 km auf nahezu das Fünffache. Westlich von Louisville, Kentucky, liegt mit 51 m die tiefste Stelle. Die durchschnittliche Wassertiefe in einem Bereich von 80 km um Louisville beträgt 40 m, und in diesem Bereich befahren den Fluss weitaus größere Schiffe. Die Tiefe nimmt dann bis zur Mündung in den Mississippi wieder stetig ab, da das Flusstal nicht mehr so eng ist und der Fluss eine Breite von bis zu 1,6 km erreicht. Kurz vor der Mündung beträgt die Tiefe nur noch ungefähr 6 m.
Die Wasserstände für den Fluss werden täglich durch die National Oceanic and Atmospheric Administration (NOAA) gemeldet. Die Vorhersagen für die möglichen Tauchtiefen beruhen auf Niederschlags-Abflussmodellen.

## Benennungen
Die Countys Ohio County in Indiana, Ohio County in Kentucky und Ohio County in West Virginia sind nach Ohio River benannt.